# MC (음악)
MC는 'Master of Ceremonies'의 줄임말로, 힙합에서 직접 가사를 쓰고 랩을 하는 사람을 가리킨다. 마이크로폰 컨트롤러(Microphone Controller)나 무브 더 크라우드(Move the Crowd)의 줄임말이기도 하다.